# FK Ekranas Panevėžys
Maillots
Dernière mise à jour : 23 octobre 2011.
Le FK Ekranas Panevėžys était un club lituanien de football basé à Panevėžys.

## Historique
- 1964 : Fondation du club nommé d'après un fabricant de tubes cathodiques en République soviétique, FK Ekranas.
- 1990 : 1re participation au championnat de 1re division
- 1993 : 1re participation à une Coupe d'Europe (C1, saison 1993/1994)
- 1994 : le club se renomme Ekranas Panevėžys
- 2008 à 2012 : Ekranas gagne cinq fois de suite le championnat de Lituanie.
- 2014 : à la suite des difficultés financières le club est dissous.

## Bilan sportif

### Palmarès
- Championnat de Lituanie (8)
  - Champion : 1985, 1993, 2005, 2008, 2009, 2010, 2011, 2012
  - Vice-champion : 1984, 1989, 1990, 2003, 2004, 2006

- Coupe de Lituanie (5)
  - Vainqueur : 1985, 1998, 2000, 2010, 2011
  - Finaliste : 1972, 1994, 2003, 2006, 2012

- Supercoupe de Lituanie (4)
  - Vainqueur : 1998, 2005, 2010, 2011
  - Finaliste : 2009, 2012

### Bilan par saison
Légende
- Vainqueur de la compétition
- Vice-champion ou finaliste de la compétition
- Troisième de la compétition

| Saison    | Championnat | Championnat | Championnat | Championnat | Championnat | Championnat | Championnat | Championnat | Championnat | Championnat | Coupe de Lituanie   |
| Saison    | Division    | Pos         | Pts         | J           | V           | N           | D           | BP          | BC          | Diff        | Coupe de Lituanie   |
| --------- | ----------- | ----------- | ----------- | ----------- | ----------- | ----------- | ----------- | ----------- | ----------- | ----------- | ------------------- |
| 2014      | 1re         | 6e          | 45          | 36          | 12          | 9           | 15          | 51          | 58          | -7          | Huitièmes de finale |
| 2014      | 1re         | 6e          | 45          | 36          | 12          | 9           | 15          | 51          | 58          | -7          | Huitièmes de finale |
| 2013      | 1re         | 3e          | 64          | 32          | 20          | 4           | 8           | 58          | 34          | +24         | Demi-finales        |
| 2012      | 1re         | 1er         | 88          | 36          | 27          | 7           | 2           | 83          | 25          | +58         | Finale              |
| 2011      | 1re         | 1er         | 80          | 33          | 24          | 8           | 1           | 68          | 14          | +54         | Vainqueur           |
| 2010      | 1re         | 1er         | 63          | 27          | 20          | 3           | 4           | 64          | 19          | +45         | Vainqueur           |
| 2009      | 1re         | 1er         | 63          | 28          | 18          | 9           | 1           | 58          | 20          | +38         | Quarts de finale    |
| 2008      | 1re         | 1er         | 65          | 28          | 20          | 5           | 3           | 46          | 12          | +34         | Demi-finales        |
| 2007      | 1re         | 3e          | 66          | 36          | 19          | 9           | 8           | 83          | 36          | +47         | Finale              |
| 2006      | 1re         | 2e          | 67          | 36          | 20          | 7           | 9           | 63          | 39          | +24         | Demi-finales        |
| 2005      | 1re         | 1er         | 92          | 36          | 29          | 5           | 2           | 87          | 23          | +64         | Quarts de finale    |
| 2004      | 1re         | 2e          | 62          | 28          | 20          | 2           | 6           | 59          | 22          | +37         | Finale              |
| 2003      | 1re         | 2e          | 62          | 28          | 18          | 8           | 2           | 50          | 19          | +41         | Huitièmes de finale |
| 2002      | 1re         | 3e          | 55          | 32          | 16          | 7           | 9           | 43          | 25          | +18         | Huitièmes de finale |
| 2001      | 1re         | 4e          | 55          | 36          | 15          | 10          | 10          | 58          | 38          | +20         | Quarts de finale    |
| 2000      | 1re         | 4e          | 62          | 36          | 18          | 8           | 10          | 57          | 31          | +26         | Vainqueur           |
| 1999      | 1re         | 5e          | 29          | 18          | 7           | 8           | 3           | 22          | 11          | +11         | Huitièmes de finale |
| 1998-1999 | 1re         | 4e          | 41          | 23          | 12          | 5           | 6           | 45          | 20          | +25         | Huitièmes de finale |
| 1997-1998 | 1re         | 3e          | 68          | 30          | 22          | 2           | 6           | 53          | 25          | +28         | Vainqueur           |
| 1996-1997 | 1re         | 5e          | 34          | 28          | 8           | 10          | 10          | 28          | 32          | -4          | Quarts de finale    |
| 1995-1996 | 1re         | 7e          | 10          | 14          | 1           | 6           | 7           | 39          | 46          | -7          | Huitièmes de finale |
| 1994-1995 | 1re         | 8e          | 22          | 22          | 7           | 8           | 7           | 21          | 18          | +3          | Quarts de finale    |
| 1993-1994 | 1re         | 3e          | 31          | 22          | 13          | 5           | 4           | 48          | 12          | +36         | Finale              |
| 1992-1993 | 1re         | 1er         | 46          | 27          | 20          | 6           | 1           | 50          | 8           | +46         | Demi-finales        |
| 1991-1992 | 1re         | 4e          | 32          | 25          | 12          | 8           | 5           | 45          | 21          | +24         | Demi-finales        |
| 1991      | 1re         | 4e          | 21          | 14          | 10          | 1           | 3           | 24          | 10          | +14         | Huitièmes de finale |
| 1990      | 1re         | 3e          | 46          | 32          | 19          | 8           | 5           | 62          | 24          | +38         | Huitièmes de finale |

1. ↑  Participation à la Ligue balte de 1990 (en).

### Bilan européen
Note : dans les résultats ci-dessous, le score du club est toujours donné en premier.
| Saison    | Compétition         | Tour              | Club                  | Domicile | Extérieur | Total             |
| --------- | ------------------- | ----------------- | --------------------- | -------- | --------- | ----------------- |
| 1993-1994 | Ligue des champions | Tour préliminaire | Floriana FC           | 0 - 1    | 0 - 1     | 0 - 2             |
| 1998-1999 | Coupe des coupes    | Tour préliminaire | Apollon Limassol      | 1 - 2    | 3 - 3     | 4 - 5             |
| 1999      | Coupe Intertoto     | Premier tour      | Ceahlăul Piatra Neamț | 0 - 1    | 0 - 1     | 0 - 2             |
| 2000-2001 | Coupe UEFA          | Tour préliminaire | Lierse SK             | 0 - 3    | 0 - 4     | 0 - 7             |
| 2001      | Coupe Intertoto     | Premier tour      | Artmedia Bratislava   | 1 - 1    | 1 - 1 ap  | 2 - 2 (3 - 4 tab) |
| 2003-2004 | Coupe UEFA          | Tour préliminaire | Debrecen VSC          | 1 - 1    | 1 - 2     | 2 - 3             |
| 2004-2005 | Coupe UEFA          | Premier tour Q    | F91 Dudelange         | 1 - 0    | 2 - 1     | 3 - 1             |
| 2004-2005 | Coupe UEFA          | Deuxième tour Q   | Odds BK               | 2 - 1    | 1 - 3     | 3 - 4             |
| 2005-2006 | Coupe UEFA          | Premier tour Q    | Cork City             | 0 - 2    | 1 - 0     | 1 - 2             |
| 2006-2007 | Ligue des champions | Premier tour Q    | KS Elbasani           | 3 - 0    | 0 - 1     | 3 - 1             |
| 2006-2007 | Ligue des champions | Deuxième tour Q   | Dinamo Zagreb         | 1 - 4    | 2 - 5     | 3 - 9             |
| 2007-2008 | Coupe UEFA          | Premier tour Q    | B36 Tórshavn          | 3 - 2    | 3 - 1     | 6 - 3             |
| 2007-2008 | Coupe UEFA          | Deuxième tour Q   | Vålerenga             | 1 - 1    | 0 - 6     | 1 - 7             |
| 2008      | Coupe Intertoto     | Premier tour      | Narva Trans           | 1 - 0    | 3 - 0     | 4 - 0             |
| 2008      | Coupe Intertoto     | Deuxième tour     | Rosenborg BK          | 1 - 3    | 0 - 4     | 1 - 7             |
| 2009-2010 | Ligue des champions | Deuxième tour Q   | FK Bakou              | 2 - 2    | 2 - 4     | 4 - 6             |
| 2010-2011 | Ligue des champions | Deuxième tour Q   | HJK Helsinki          | 1 - 0    | 0 - 2     | 1 - 2             |
| 2011-2012 | Ligue des champions | Deuxième tour Q   | Valletta FC           | 1 - 0    | 3 - 2     | 4 - 2             |
| 2011-2012 | Ligue des champions | Troisième tour Q  | BATE Borisov          | 0 - 0    | 1 - 3     | 1 - 3             |
| 2011-2012 | Ligue Europa        | Barrages Q        | Hapoël Tel-Aviv       | 1 - 0    | 0 - 4     | 1 - 4             |
| 2012-2013 | Ligue des champions | Deuxième tour Q   | Shamrock Rovers       | 2 - 1    | 0 - 0     | 2 - 1             |
| 2012-2013 | Ligue des champions | Troisième tour Q  | RSC Anderlecht        | 0 - 6    | 0 - 5     | 0 - 11            |
| 2012-2013 | Ligue Europa        | Barrages Q        | Steaua Bucarest       | 0 - 2    | 0 - 3     | 0 - 5             |
| 2013-2014 | Ligue des champions | Deuxième tour Q   | FH Hafnarfjörður      | 0 - 1    | 1 - 2     | 1 - 3             |
| 2014-2015 | Ligue Europa        | Barrages Q        | Crusaders FC          | 1 - 2    | 1 - 3     | 2 - 5             |

Légende
- Victoire ou qualification pour le tour suivant
- Match nul
- Défaite ou élimination de la compétition